# 臼井藩

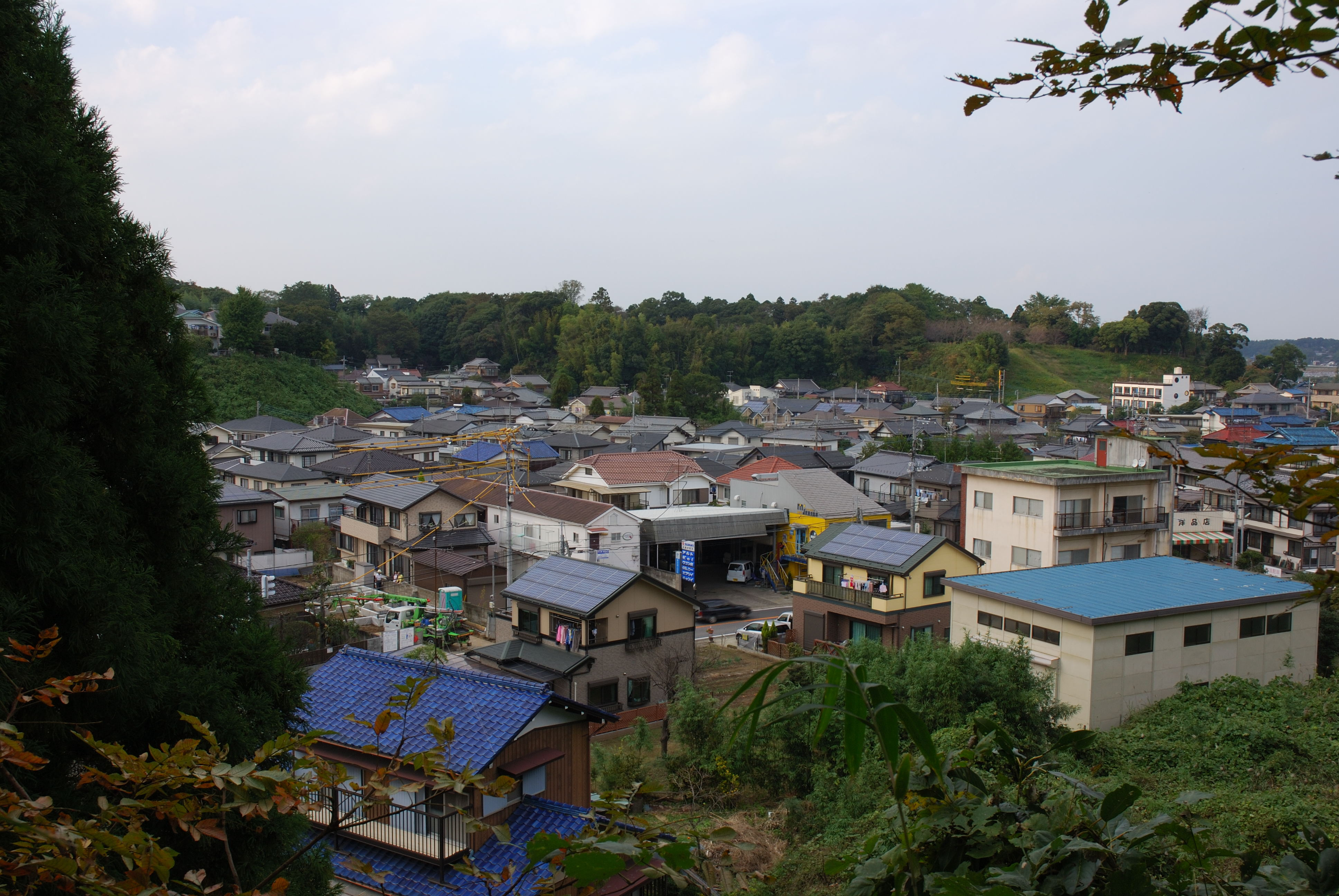
臼井城跡遠望

臼井藩（うすいはん）は、下総国印旛郡の臼井城（現在の千葉県佐倉市臼井）を居城として、徳川家康の関東入国後から江戸時代初期まで存在した藩。譜代家臣の酒井家次（酒井忠次の子）が3万石を与えられて成立し、1604年に上野国高崎藩に移封されたため廃藩となった。『寛政重修諸家譜』では居所の「臼井」を「碓井」と記している。

## 歴史
中世末、印旛浦（現在の印旛沼）の南岸に位置する臼井郷は、陸上・水上交通の要衝として知られた。当地には臼井城が築かれており、戦国期には千葉氏の家臣・原氏が城主となっていた。
徳川家康の関東入国に際して、三河国吉田城主であった酒井家次が3万石で臼井に入った。これにより、臼井藩が立藩したとみなされる。家次は徳川四天王の筆頭・酒井忠次の嫡子で、父の隠居により家督を継いだ人物である。
慶長5年（1600年）の関ヶ原の戦いで家次は徳川秀忠軍に属して上田城の真田昌幸攻めに参加した。慶長7年（1602年）には領内検地をおこなった。
家次は慶長9年（1604年）12月、上野国高崎藩に加増移封となった。これにより臼井藩は廃藩となった。
その後、臼井村などは幕府領となった。その後は旗本領として配分されているが、元禄14年（1701年）からは佐倉藩領として組み込まれている。

## 歴代藩主
酒井家
譜代。3万石。
1. 酒井家次（いえつぐ）

## 城と城下町
臼井の町は、中世末期より臼井城の城下町として形成された。江戸時代には江戸方面から佐倉・成田方面に通じる佐倉街道（成田街道）の宿駅「臼井宿」として機能し、とくに成田参詣が盛んになる江戸時代後期に入るとかなりの繁栄を見せたという。

## 備考
- 『徳川実紀』は、酒井家次が臼井で3万石の領主となったことに関連し、以下のような逸話を載せる[8]。家次の父で、当時すでに隠居していた酒井忠次は、家次の石高が少ないとして家康に加増を求めた[1]。家康は信康事件を引き合いに出して「お前でも我が子はかわいいか」と口にし[9][5][8]、加増を認めなかった[1]。この逸話には、不明な点の多い信康事件の評価も絡めて様々な解釈が行われている。小和田泰経はこの「逸話」そのものが『三河物語』の話を下敷きにした後世の創作であろうとしている[9][5]。
- 酒井忠次の正室（松平清康の娘）は「碓井姫」の名で呼ばれる[2][10]。これは長男の家次が臼井（碓井）城主となった際に同道し、「碓井殿」「碓井姫」と呼ばれたことによる[11][12]。
- 酒井家次が臼井に入った際、三河大樹寺16世の慶円和尚を招いて臼井に「大信寺」を開いた[13]。酒井家次が高崎に移封されると大信寺も高崎に移り、忠次夫人（碓井姫）が死去した際にその法号に因み「大督寺」と改めた[13]。その後、酒井忠勝（家次の子）の転封とともに寺も移動し、忠勝が庄内藩主となったことで大督寺も鶴岡に定着した[13]。
- 『武徳編年集成』[14]や『改正三河後風土記』[15]では、家次の封地を「上野国碓氷」と記している。のちに家次が移封された上野国に碓氷郡があることとの混同と見られるが、これらの記述をもととして、1927年発行の『群馬県史』は県域内の諸侯として「碓氷藩」の項を立てている[16]。